# Вја Пер Монтеперполи (Лука)
Вја Пер Монтеперполи је насеље у Италији у округу Лука, региону Тоскана.
Према процени из 2011. у насељу је живело 73 становника. Насеље се налази на надморској висини од 453 м.